# Miroslav Vaňous
Miroslav Vaňous (* 5. dubna 1969) je bývalý český fotbalista.

## Fotbalová kariéra
V československé lize hrál za Škodu Plzeň a Duklu Praha. Nastoupil v 5 ligových utkáních.

## Ligová bilance
| Ročník                                   | Zápasy | Góly | Klub        |
| ---------------------------------------- | ------ | ---- | ----------- |
| 1. československá fotbalová liga 1986/87 | 1      | 0    | Škoda Plzeň |
| česká národní fotbalová liga 1987/88     | 24     | 6    | Škoda Plzeň |
| 1. československá fotbalová liga 1988/89 | 4      | 0    | Dukla Praha |
| CELKEM                                   | 5      | 0    |             |